# Borstel (Jork)
Borstel  (platduits:Bossel) is een dorp in de gemeente Jork in het Landkreis Stade in de deelstaat Nedersaksen. Het dorp werd  in 1972 bij Jork gevoegd. De dorpskerk werd na de Cäcilienvloed van 1412 gebouwd. De klokkentoren is toegevoegd in 1695.